# Fegersheim
Fegersheim é uma comuna francesa na região administrativa de Grande Leste, no departamento Baixo Reno. Estende-se por uma área de 6,25 km². Em 2010 a comuna tinha 5 802 habitantes (densidade: 928,3 hab./km²).